# André Jullien (œnologue)
Pour les articles homonymes, voir André Jullien et Jullien.
Antoine André Jullien, né à Chalon-sur-Saône le 10 novembre 1766 et mort du choléra à Paris 2e le 21 juillet 1832, est un négociant en vin, œnologue et écrivain français.

## Biographie
Fils de Pierre Rémy Jullien et de Jeanne Antoinette Delachasse, Jullien s'établit à Paris, vers l'âge de trente ans, et ouvre un commerce de vins en gros. Il était négociant en vin au 18 de la rue Saint-Sauveur et s'est toute sa vie occupé de leur amélioration. Il invente notamment des cannelles aérifères pour transvaser les vins en bouteille et une poudre pour réaliser leur clarification. Il obtient des médailles lors de diverses expositions. Ses travaux obtinrent les suffrages du ministre Jean-Antoine Chaptal.

## Publications
- Topographie de tous les vignobles connus, contenant : leur position géographique, l'indication du genre et de la qualité des produits de chaque cru, les lieux où se font les chargements et le principal commerce de vin, le nom et la capacité des tonneaux et des mesures en usage, les moyens de transport ordinairement employés, suivie d'une classification générale de vins. Paris, l'Auteur, Mad. Huzard, Colas, 1re édition en 1816[2], 2e édition en 1822 (La notice sur les vins de l'Antiquité est nouvelle)[3]. Première édition anglaise en 1824[4]. 4e édition en 1848[5], 5e édition en 1866[6].

L'Académie des sciences de l'Institut de France décerna le prix Montyon de statistiques à cette édition de 1832 lors de sa séance du 15 octobre 1832.
- Manuel du sommelier, ou instruction pratique sur la manière de soigner les vins, Auteur, Colas, Mme Huzard, Paris, 1822[8].
- Appareils perfectionnés propres à transvaser les vins et autres liqueurs avec ou sans communication avec l'air extérieur, Paris, 1832.
- Topographie de tous les vignobles connus ... suivie d'une classification générale des vins, Paris, chez l'auteur; Madame Huzard; L. Colas, 1816, 1re éd. (lire en ligne).
- Topographie de tous les vignobles connus ... : ouvrage couronne par l'institut, Paris, Bouchard-Huzard, 1866, 5e éd. (lire en ligne).
- (en) The topography of all the known vineyards; containing a description of the kind and quality of their products, and a classification, Londres, G. and W.B. Whittaker, 1824 (lire en ligne).
- Manuel du sommelier, ou instruction pratique sur la manière de soigner les vins, Paris, chez l'auteur, etc., 1817, 2e éd. (lire en ligne).
- Manuel du sommelier, ou instruction pratique sur la manière de soigner les vins, Paris, chez l'auteur, etc., 1822, 3e éd. (lire en ligne).
- Supplément au Manuel du sommelier, Paris, chez l'auteur, etc., 1820 (lire en ligne).
- Topographie de tous les vignobles connus ... suivie d'une classification générale des vins, Paris, chez l'auteur; Madame Huzard; L. Colas, 1816, 1re éd. (lire en ligne).
- Topographie de tous les vignobles connus... : précédée d'une notice topographique sur les vignobles de l'antiquité et suivie d'une classification générale des vins, Paris, chez l'auteur, etc., 1832, 3e éd. (lire en ligne).
- Manuel du sommelier, ou Instruction pratique sur la manière de soigner les vins ... suivi du tarif des droits de mouvement, d'entrée, d'octroi... etc., Paris, chez l'auteur, etc., 1822, 3e éd. (lire en ligne).